# Railroad Development Corporation
La Railroad Development Corporation est une holding ferroviaire américaine basée à Pittsburgh, en Pennsylvanie. Elle exploite plusieurs chemins de fer de courte distance sur tous les continents. Elle agit également en tant qu'investisseur en partenariat avec les institutions. Elle a été fondée en 1987 par l'ancien employé de Conrail, Henry Posner III.

## Amériques

### Argentine
RDC possède des parts dans deux lignes ferroviaires en Argentine :
- ALL Central, une ligne d'écartement 1 676 mm en partenariat avec América Latina Logística et le gouvernement argentin. Elle fonctionnait autrefois sous les noms de Buenos Aires al Pacífico - San Martin, Ferrocarril General San Martín et Buenos Aires and Pacific Railway.
- ALL Mesopotámica, une ligne à écartement standard en partenariat avec América Latina Logística et le gouvernement argentin . Elle fonctionnait autrefois sous le nom de Ferrocarril Mesopotámico-General Urquiza et Ferrocarril General Urquiza. En octobre 2013 les deux lignes ont été nationalisées et reprises par Trenes Argentinos Cargas y Logistica.

### Colombie
En août 2012, Ferrocarril del Pacífico, dont RDC est actionnaire, a repris ses opérations sur le tronçon Buenaventura - Yumbo de la ligne du Pacifique,.

### Guatemala
En 1997 RDC a repris la voie d'écartement 914 mm de Ferrovias Guatemala (FVG) dans le cadre d'une concession de 50 ans. En août 2006 le gouvernement du Guatemala a invalidé un contrat de 2003 pour l'usufruit du matériel roulant et d'autres équipements. En raison de l'incertitude persistante qui a entraîné des pertes, FVG a suspendu toutes ses opérations le 1er octobre 2007 tout en poursuivant ses actions en justice contre le gouvernement guatémaltèque,. L'action en justice a été réglée en faveur de RDC en décembre 2013,.

### Pérou
En juillet 1999 le gouvernement péruvien a accordé à un consortium dirigé par RDC une concession de 30 ans pour exploiter l'ancienne ligne Ferrocarril del Centro. Parmi les investisseurs de Ferrocarril Central Andino (FCCA) figuraient RDC, Juan Olaechea & Company, Minas Buenaventura, Cementos Andino, Mitsui et la Commonwealth Development Corporation,. En juin 2006 le gouvernement péruvien a convenu que la FCCA devait poursuivre la conversion du tronçon Ferrocarril Huancayo - Huancavelica de l'écartement 914 mm vers l'écartement standard de 1 435 mm. D’une durée estimée de 16 mois, le projet de 33 millions de dollars devait être financé conjointement par le gouvernement et la CAF – Banque de développement de l’Amérique latine et des Caraïbes. Ce projet s'est achevé en octobre 2010.

### États-Unis
RDC exploite le chemin de fer inter-États de l'Iowa. RDC a investi pour la première fois dans le chemin de fer en 1991, en exerçant une option d'achat en janvier 2004,.
En novembre 2008, RDC a créé une coentreprise avec LeGrand America pour exploiter un service de transport ferré en classe affaires au départ de Pittsburgh et Harrisburg. Elle a cessé en juillet 2009,.
En décembre 2022, RDC a fait partie d'un appel d'offres de 16 millions de dollars de la SEPTA et du comté de Chester dans le sud-est de la Pennsylvanie pour relier l'arrondissement de West Chester au comté de Delaware sur une ligne qui n'a pas été exploitée depuis 1986. La proposition prévoit une ligne de métro utilisant un service de train léger rechargeable à batterie basé sur des trains Class 230 construits à partir de voitures recyclées du métro de Londres avec une autonomie de 60 miles (96,56 km).

## Europe

### Belgique
En janvier 2015 RDC a pris une participation de 25% au sein de Eurorail,.

### Estonie
RDC a pris une participation de 5 % de Eesti Raudtee le 31 août 2001 et l'a vendue le 9 janvier 2007,,.

### France
En 2009, Réseau Ferré de France, la Caisse des dépôts et consignations et RDC ont créé une coentreprise pour promouvoir le fret local.

### Allemagne
Hambourg-Cologne Express (de) (HKX) a été fondée en novembre 2009 en tant que coentreprise entre RDC (75 %), Locomore (17,5 %) et l'investisseur ferroviaire Michael Schabas (7,5 %). Le démarrage des services était initialement prévu en août 2010, mais cette date a été reportée après que les tracés identifiés pour ses services aient été revendiqués par Keolis pour un projet de service en accès libre entre Mulhouse et Hambourg. Keolis a ensuite abandonné ses projets et HKX a pu présenter une nouvelle demande pour les tracés. Les opérations ont débuté le 23 juillet 2012,.

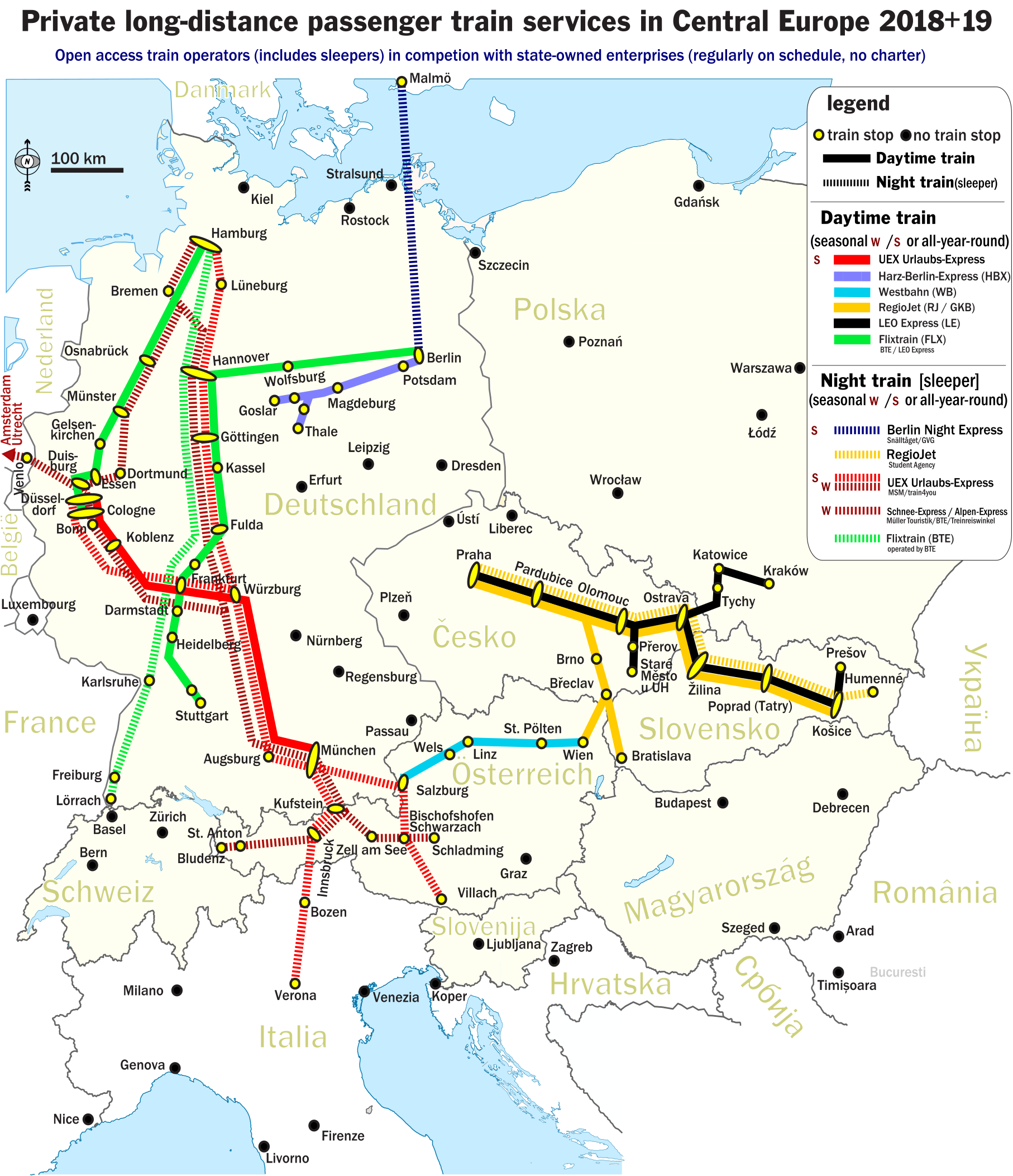
Trains longue distance RDC en Allemagne : Flixtrain exploité par BTE entre Hambourg et Cologne (vert) et AutoReiseZug de BTE (également vert)

En décembre 2015, HKX, propriété de RDC, a cessé d'exploiter le Hamburg-Köln-Express, l'exploitation étant alors assurée par la société de tourisme ferroviaire indépendante BahnTouristikExpress (BTE). À la suite de rapports de 2016 selon lesquels l'opérateur ferroviaire allemand DB Fernverkehr était sur le point de mettre fin à tous les services ferroviaires en Allemagne d'ici octobre 2016, RDC a acheté une part de 50 % dans BTE car la société avait un certain nombre de wagons porte-voitures en stock. À la suite de l'achat, le 18 octobre 2016, RDC a commencé à exploiter les services de navette automobile RDC Autozug Sylt de Niebüll à Westerland après avoir obtenu un accord d'accès de 10 ans. Les services étaient initialement assurés par une locomotive Class 251 de Transdev, tout en utilisant des wagons porte-voitures de BTE,. En décembre 2016, BTE a commencé à exploiter le Service auto-train BTE AutoReiseZug entre Hambourg et Lörrach.
En octobre 2017, BTE et donc RDC ont mis fin au service Hamburg-Köln-Express sans préavis. Le service de l'ancien Hamburg-Köln-Express a ensuite été relancé en mars 2018 sur le même itinéraire par la société Flixmobility sous la marque Flixtrain, mais à nouveau avec BTE comme opérateur ferroviaire. La marque HKX a été remplacée par l'étiquette verte Flixtrain. En novembre 2017, RDC a acheté deux locomotives diesel Siemens Vectron pour ses opérations de navettes RDC Autozug Sylt.
En 2018 et 2019, BTE propose également le train de nuit saisonnier Alpen Express (hiver) entre les Pays-Bas et l'Autriche en coopération avec l'agence néerlandaise Treinreiswinkel . En 2020, RDC a commencé à exploiter le train de nuit saisonnier Alpen-Sylt Nachtexpress entre l'île de Sylt et Salzbourg, en Autriche. En 2021, son exploitation inclura également le sud-ouest de l'Allemagne avec Constance comme destination en séparant les trains en direction du sud à Gemünden.
En janvier 2021, RDC Autozug Sylt s'est vu attribuer le contrat d'exploitation du réseau ferroviaire régional Akkunetz Nord dans le Land de Schleswig-Holstein, à partir de décembre 2023. Le matériel roulant, des trains électriques à batterie Stadler Flirt Akku, devait être fourni par l'autorité adjudicatrice. Le réseau devait comprendre les services ferroviaires suivants :
- RE72 entre Flensburg et Kiel ,
- RB73 entre Eckernförde et Kiel,
- RE74 entre Husum et Kiel,
- RB75 entre Rendsburg et Kiel, et
- RB64 entre Husum et Bad St. Peter-Ording.

En janvier 2022, le contrat a été résilié après une action en justice intentée par le titulaire DB Regio . Au lieu de RDC, c'est Nordbahn qui a remporté le contrat.

### Royaume-Uni
RDC était actionnaire de Vivarail, une entreprise aujourd'hui disparue. Entreprise qui a assurer le passage des métros londoniens des D78 Stock (métro de Londres) vers les Class 230.

### Trains de nuit internationaux
À partir de décembre 2021, le service Nightjet de Zurich via Cologne à Amsterdam, exploité conjointement par ÖBB, CFF et NS, sera exploité avec des voitures-lits et des voitures-couchettes louées auprès de RDC Asset GmbH. Cela durera jusqu'à ce que de nouveaux wagons de nuit soient construits,.
En août 2021, la compagnie ferroviaire suédoise SJ a annoncé qu'elle avait été sélectionnée par l'administration suédoise des transports pour exploiter un nouveau service EuroNight de Stockholm à Hambourg via Copenhague  à partir de la mi-2022. Le train sera exploité conjointement avec les chemins de fer danois DSB et RDC, ce dernier fournissant le matériel roulant, l'équipage et l'exploitation du train en Allemagne.

## Afrique

### Malawi
Par l'intermédiaire du consortium des chemins de fer d'Afrique centrale et orientale, la RDC exploite le réseau des chemins de fer du Malawi qui se connecte à la ligne Caminhos de Ferro de Moçambique au Mozambique depuis décembre 1999,. L'exploitation a été vendue en 2008,,.